# Eskibeyli, Divriği
Eskibeyli là một xã thuộc huyện Divriği, tỉnh Sivas, Thổ Nhĩ Kỳ. Dân số thời điểm năm 2011 là 101 người.